# Fox & His Friends
Fox & His Friends, hrvatska neovisna diskografska kuća. Pokrenuli su je riječki DJ i radijski producent Leri Ahel i filmolog i filmski kritičar Željko Luketić. Bavi se izdanjima izvan žanrovskih okvira: opskurnom i zaboravljenom glazbom te u isto vrijeme suvremenom i starijom. Uredi su u Rijeci i Zagrebu. Počeli su s radom ožujka 2017. godine. Prvi su objavili elektronski ZF zvučni zapis filma Gosti iz galaksije.

## Vanjske poveznice
- Fox & His Friends  Arhivirana inačica izvorne stranice od 28. veljače 2019. (Wayback Machine)
- Facebook
- SoundCloud
- YouTube
- Discogs
- Instagram
- Twitter
- Mixcloud
- Bigcartel
- BandCamp